# Sabicea fulva
Sabicea fulva är en måreväxtart som beskrevs av Herbert Fuller Wernham. Sabicea fulva ingår i släktet Sabicea och familjen måreväxter. Inga underarter finns listade i Catalogue of Life.